# Illyricum sacrum
Illyricum sacrum (hrvatski: "Sveti Ilirik") je eruditsko djelo o crkvenoj povijesti hrvatskih zemalja. Tiskano je u Mletcima od 1751. do 1817. godine. Sadrži crkvenu povijest hrvatskih zemalja te povijest Katoličke crkve na Balkanu (Albanija, Bugarska, Kosovo, Makedonija).
Projekt ovog djela zasnovao je isusovac Filip Riceputi (Filippo Riceputi) (1667. – 1742.), koji je sakupio ogromnu arhivsku građu, preko 300 rukopisnih svezaka. Nakon njegove smrti, isusovac Daniele Farlati (1690. – 1773.) je revidirao projekt i izdao prvih pet svezaka (1751. – 1753.), da bi poslije njegove smrti, njegov suradnik Giovanni Giacomo Coleti (1734. – 1827.) izdao još tri sveska. Godine 1909. don Frane Bulić izdao je devetu knjigu s Coletijevim naknadnim opaskama.
U izradi djela poslužila su putovanja Nikole Boškovića, dokumenti koje je sabrao Nikola Bijanković, popisi koje je sastavio Ivan Luka Garanjin, Filip Lastrić, Pacifik Bizza i drugi.
Dijeli se u osam svezaka. Svesci su opsežni, a svaki pojedinačno obrađuje povijesti pojedinih nadbiskupija i biskupija. Illyricum sacrum je iznimno važno povijesno djelo zbog obilja povijesne građe koje je u njemu.

## Vanjske poveznice
- Illyricum sacrum Hrvatska enciklopedija
- Illyricum sacrum Proleksis enciklopedija
- svezak I – Ecclesia Salonitana, ab ejus exordio usque ad saeculum quastum aerae Christianae (1751.)
- svezak II – Ecclesia Salonitana, a quarto saeculo aerae Christianae usque ad excidium Salonae (1753.)
- svezak III – Ecclesia Spalatensis olim Salonitana (1765.)
- svezak IV – Ecclesiae suffraganeae metropolis Spalatensis (1769.)
- svezak V – Ecclesia Jadertina cum suffraganeis, et ecclesia Zagabriensis (1775.)
- svezak VI – Ecclesia Ragusina cum suffraganeis, et ecclesia Rhiziniensis et Catharensis (1800.)
- svezak VII – Ecclesia Diocletana, Antibarensis, Dyrrhachiensis, et Sirmiensis cum earum suffraganeis (1817.)
- svezak VIII – Ecclesiae Scopiensis, Sardicensis, Marcianopolitana, Schridensis et Ternobensis cum earum suffraganeis (1819.)
- Accessiones et correctiones all'Illyricum sacrum del P. D. Farlati (1909.)